# Wereldkampioenschappen zeilwagenrijden 2012
De wereldkampioenschappen zeilwagenrijden 2012 waren door de Internationale Vereniging voor Zeilwagensport (FISLY) georganiseerde kampioenschappen voor zeilwagenracers. De 13e editie van de wereldkampioenschappen vond plaats in het Franse Cherrueix van 11 tot 15 juli 2012.

## Uitslagen

### Heren
| klasse         | Goud                | Zilver                 | Brons               |
| -------------- | ------------------- | ---------------------- | ------------------- |
| Standart       | François Garnavault | Benoît Lefeuvre        | Waldemar Konopka    |
| Klasse 2       | Hugo Perron         | Pascal Demuysere       | Henri Demuysere     |
| Klasse 3       | Victor Artus        | Clément Touron         | Egon Plovier        |
| Klasse 5 sport | François Papon      | Brice Petit            | Aurélien Morandière |
| Klasse 5 promo | Quentin Alvarez     | Augustin Descure       | Grégory Ribery      |
| Klasse 8       | John Jansen         | Bernd Spiering         | Sebastian Thomes    |
| Miniyacht      | Sven Kraja          | François-Xavier Fiquet | Laurent Guerin      |

### Dames
| klasse         | Goud            | Zilver               | Brons                   |
| -------------- | --------------- | -------------------- | ----------------------- |
| Standart       | Morgane Floc'h  | Anne Lefebvre        | Julie Saubain           |
| Klasse 3       | Hélène Cazier   | Marie-Pierre David   |                         |
| Klasse 5 sport | Gita Steinhusen |                      |                         |
| Klasse 5 promo | Sara Teirlynck  | Clémence Lambert     | Charlotte Lambert       |
| Klasse 8       | Annika Grabb    | Emilie Ravaux        | Stéphanie Le Trionnaire |
| Miniyacht      | Marie Clouet    | Christel marie Kranz | Caroline Hart           |

1975 ·
1980 ·
1981 ·
1987 ·
1993 ·
1998 ·
2000 ·
2002 ·
2004 ·
2006 ·
2008 ·
2010 ·
2012 ·
2014 ·
2018 ·
2020